# تابع مستطیلی

تابع مستطیلی

تابع مستطیلی (که با تابع مستطیل، تابع دروازه، پالس واحد و ... نیز شناخته می شود) به شکل زیر تعریف شده است:
{\displaystyle \mathrm {rect} (t)=\sqcap (t)={\begin{cases}0&{\mbox{if }}|t|>{\frac {1}{2}}\\{\frac {1}{2}}&{\mbox{if }}|t|={\frac {1}{2}}\\1&{\mbox{if }}|t|<{\frac {1}{2}}.\\\end{cases}}}
این تابع، یک تابع پله ساده است. تعریف‌های دیگری نیز وجود دارد که {\displaystyle \mathrm {rect} (\pm {\tfrac {1}{2}})} را 0، 1، یا نامعین می داند. ما نیز تابع مستطیلی را بر اساس تابع پله‌ای هویساید بیان می کنیم:
{\displaystyle \mathrm {rect} \left({\frac {t}{\tau }}\right)=u\left(t+{\frac {\tau }{2}}\right)-u\left(t-{\frac {\tau }{2}}\right)}
یا به عنوان جایگزین:
{\displaystyle \mathrm {rect} (t)=u\left(t+{\frac {1}{2}}\right)-u\left(t-{\frac {1}{2}}\right)}
در حالت کلی تر:
{\displaystyle \operatorname {rect} \left({\frac {t-X}{Y}}\right)=u(t-X+Y/2)-u(t-X-Y/2)}
تبدیل فوریه واحد تابع پله ای به صورت زیر خواهد بود:
{\displaystyle \int _{-\infty }^{\infty }\mathrm {rect} (t)\cdot e^{-i2\pi ft}\,dt={\frac {\sin(\pi f)}{\pi f}}=\mathrm {sinc} (f),\,}
و
{\displaystyle {\frac {1}{\sqrt {2\pi }}}\int _{-\infty }^{\infty }\mathrm {rect} (t)\cdot e^{-i\omega t}\,dt={\frac {1}{\sqrt {2\pi }}}\cdot \mathrm {sinc} \left({\frac {\omega }{2\pi }}\right),\,}
که {\displaystyle \mathrm {sinc} } شکل نرمال شده آن است. 
دقت کنید تا زمانی که تعریف تابع پالس به شکل دامنه-زمان آن مرتبط است، دلیلی برای اعتقاد داشتن به ظاهر نوسانی (تابع تبدیل فوریه) آن نیست. ولی، برخی از جنبه‌های تئوریک که باید کاملاً روشن باشد، مثل پهنای باند نامحدود، به ایجاد لبه‌های تیز نامعین در تعریف دامنه-زمان منجر می شود.
ما می توانیم تابع مثلثی را شکنج (convolution) دو تابع مستطیلی تعریف کنیم: 
{\displaystyle \mathrm {tri} (t)=\mathrm {rect} (t)*\mathrm {rect} (t).\,}
با مشاهده تابع مستطیلی به عنوان یک تابع توزیع احتمال، معادله مشخصه آن به شکل زیر خواهد بود: 
{\displaystyle \varphi (k)={\frac {\sin(k/2)}{k/2}},\,}
و تابع تولید ممان آن نیز
{\displaystyle M(k)={\frac {\mathrm {sinh} (k/2)}{k/2}},\,}
خواهد بود که {\displaystyle \mathrm {sinh} (t),\,} تابع سینوس هایپربولیک است.

## پیوندهای مرتبط
- تابع پله
- تابع مثلثی
- تبدیل فوریه
- موج مربعی